# Brent (londýnský obvod)
Městská část Brent, oficiální název - London Borough of Brent, je městský obvod na severozápadě Londýna, které je součástí Vnějšího Londýna.
Podle výsledků sčítání z roku 2001 má tato část největší procento obyvatel narozených mimo Velkou Británii.
Sousedí s dalšími městskými obvody – Harrowem na severozápadě, Barnetem na severovýchodě, Camdenem na východě a Ealingem, Hammersmith a Fulhamem a Kensington a Chelsea a Westminsterem na jihu.
Obvod byl vytvořen z Wembley a Willesdenu v roce 1965. Jméno získal po řece Brent, která jím protéká.

## Zajímavá místa

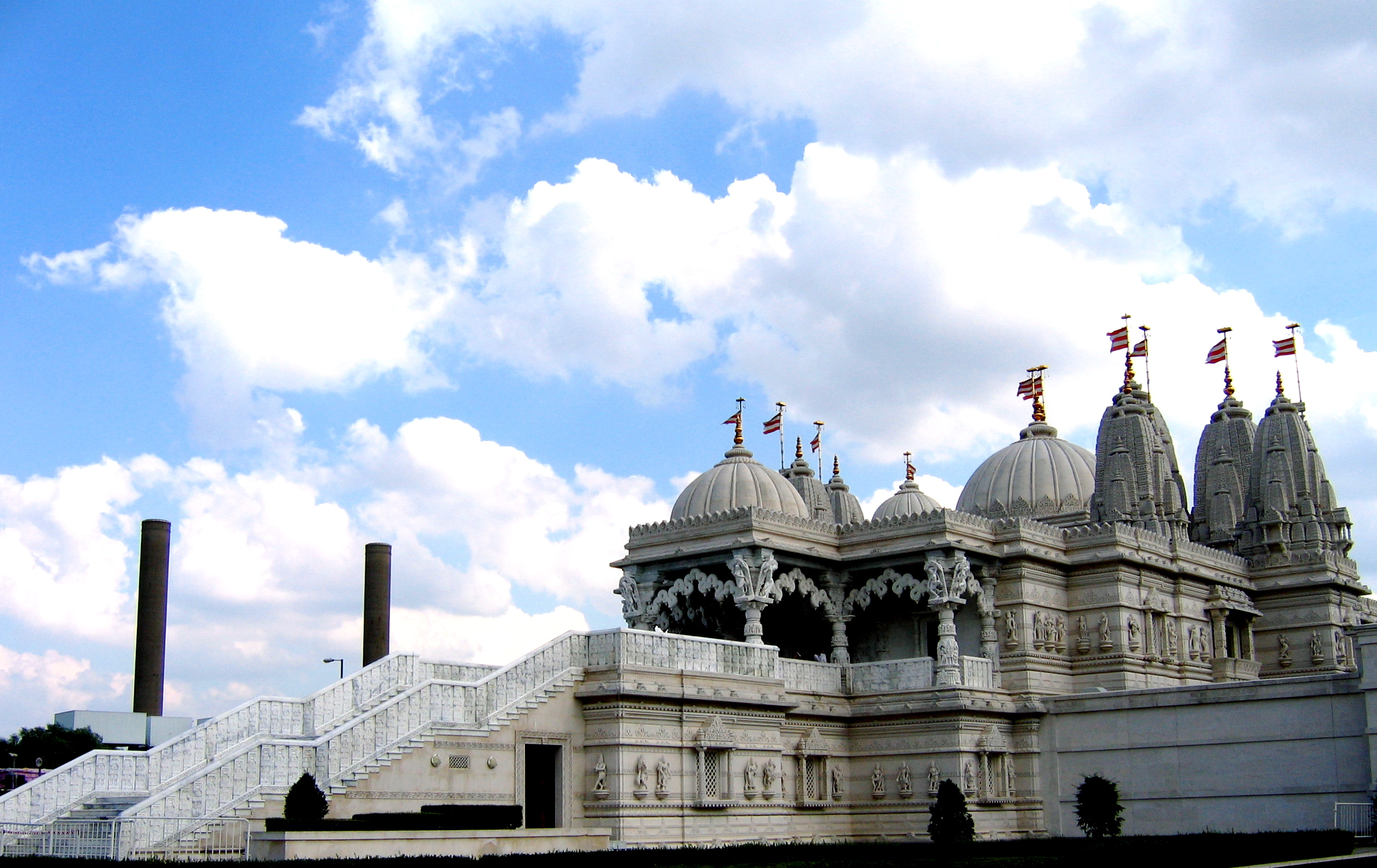
Neasden Temple

- New Wembley Stadium
- Neasden Temple
- Alperton
- Brondesbury
- Brondesbury Park
- Church End
- Dollis Hill
- Kensal Green
- Kensal Rise
- Kenton
- Kilburn
- Kingsbury
- Neasden
- Park Royal
- Preston
- Queensbury
- Stonebridge
- Sudbury
- Tokyngton
- Wembley
- Wembley Park
- Willesden
- Willesden Green